# Малая Клюквенная
Малая Клюквенная (устар. Черебокош) — река в России, протекает в Мильковском районе Камчатского края. Правый приток реки Камчатки.
Длина реки — 49 км. Течение быстрое, порядка 1,4-1,6 м/сек. Впадает в реку Камчатка справа на расстоянии 640 км от устья.